# Dimitri De Fauw
Dimitri De Fauw (Gante, 13 de julio de 1981 – 6 de noviembre de 2009) fue un ciclista de pista y carretera belga. 
De Fauw fue conocido por ser uno de los accidentados en la edición de 2006 de los Seis días de Gante, que provocó la muerte del ciclista Isaac Gálvez. El 26 de noviembre De Fauw chocó con Isaac Gálvez en la prueba de madison. Ambos cayeron aunque Gálvez se estrelló contra la barandilla superior de la vía y quedó inconsciente. Mientras los médicos lo reanimaban en el lugar, el español murió a causa de sus heridas de camino al hospital.
A pesar de seguir compitiendo como profesional, De Fauw sufrió una depresión continua tras la muerte de Gálvez que le persiguió durante toda su vida. En una entrevista al mes siguiente, De Fauw, de 25 años, dijo: "Llevaré esto conmigo por el resto de mi vida. Solo el tiempo puede curar mis heridas."
De Fauw se suicidó el 6 de noviembre de 2009 después de competir en los Seis días de Grenoble.

## Palmarés
Pista
- 2000
  -  Campeón de Bélgica en Velocidad
- 2001
  -  Campeón de Bélgica en Velocidad
  -  Campeón de Bélgica en Kilómetro
- 2002
  -  Campeón de Bélgica en Velocidad
  -  Campeón de Bélgica en Kilómetro
- 2003
  -  Campeón de Bélgica en Velocidad
  -  Campeón de Bélgica en Kilómetro
  -  Campeón de Bélgica en Keirin
  -  Campeón de Bélgica en Scratch
  - 1.º las pruebas de la UIV Cup de Ámsterdam, de Dortmund y Múnich (con Iljo Keisse)
- 2004
  - 1.º en la Clasificación general UIV Cup y en las pruebas de Berlín y Stuttgart (con Iljo Keisse)
- 2007
  -  Campeón de Bélgica en Scratch
  -  Campeón de Bélgica en Omnium

Ruta
- 2001
  - Vencedor de una etapa en el Tour de Loir-et-Cher
- 2003
  - Vencedor de una etapa en el Tour de Brabante
- 2004
  - Vencedor de una etapa en el Tour de Loir-et-Cher
  - Vencedor de una etapa en el Tour de Brabante